# روپیت ای پرویت
روپیت ای پرویت (به اسپانیایی: Rupit i Pruit) یک شهرستان در اسپانیا است که در بارسلون واقع شده‌است.